# Manewr gospodarczy (1976–1980)

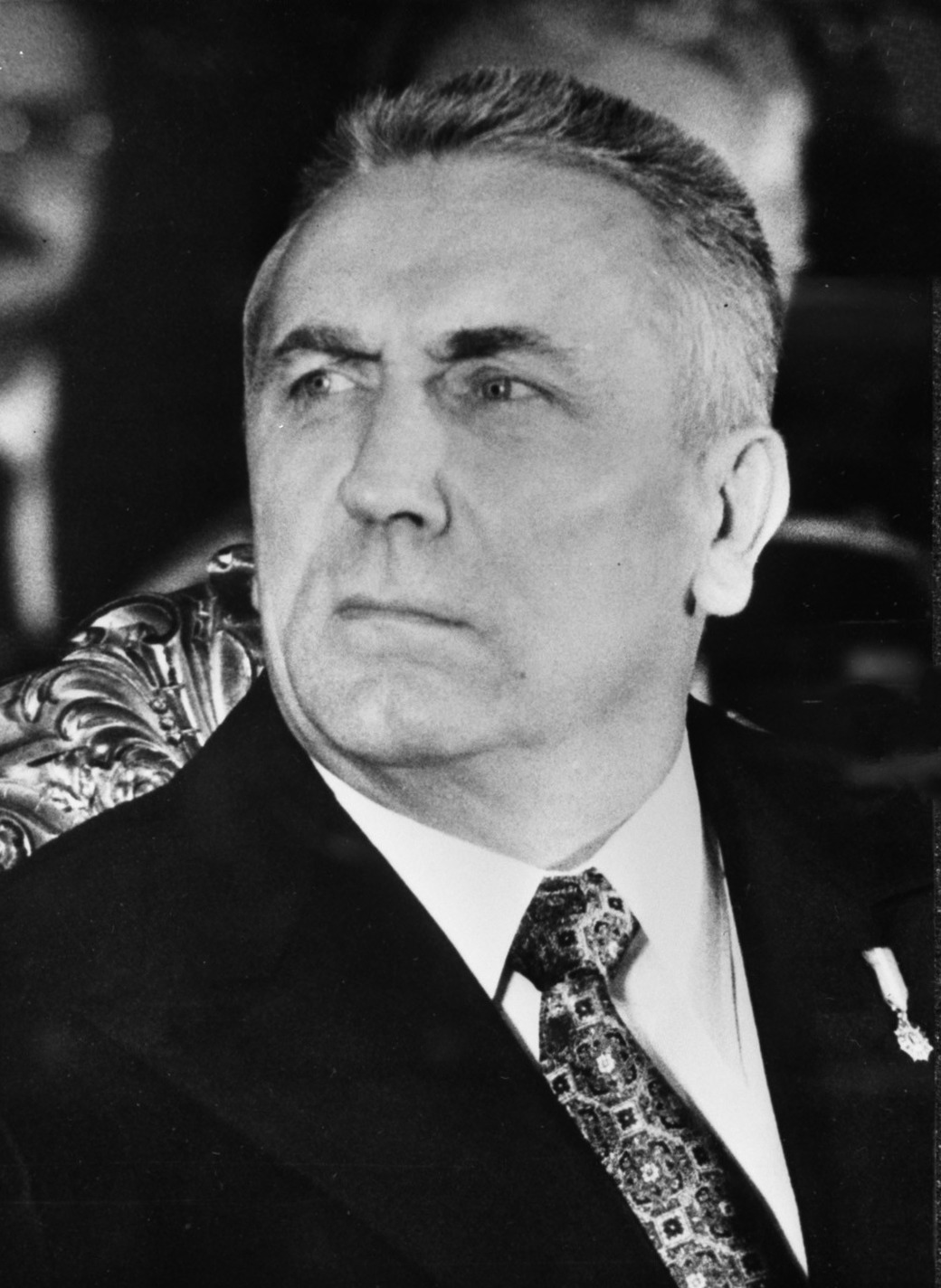
Edward Gierek, I sekretarz KC PZPR w latach 1970–1980

Manewr gospodarczy – nazwa programu gospodarczego ratowania gospodarki Polski Ludowej po przyspieszeniu z I połowy lat 70. XX w.
Koncepcja „manewru gospodarczego” została przedstawiona przez Edwarda Gierka na Plenum KC PZPR w grudniu 1976 i sprowadzała się do stopniowego ograniczenia inwestycji gospodarczych jedynie do najważniejszych, powstrzymania wzrostu konsumpcji, ograniczenia importu z krajów drugiego obszaru płatniczego i zwiększenia eksportu dewizowego, zwiększenia produkcji artykułów kierowanych na rynek i rozmiarów budownictwa mieszkaniowego. Zapowiedziano preferencje inwestycyjne dla rolnictwa, przemysłu konsumpcyjnego, energetyki, transportu i przemysłu materiałów budowlanych.

## Realizacja

### Polityka cenowa
Po wycofaniu się z operacji cenowo-dochodowej w czerwcu 1976, poziom cen był utrzymywany na niezmienionym istotnie poziomie, co przy rosnących dochodach ludności powodowało powstawanie coraz większych niedoborów rynkowych. Wprowadzano stopniowe podwyżki oficjalne (np. 20% benzyna i 25% alkohol w 1978) oraz zakamuflowane („sklepy komercyjne”, tzw. eksport wewnętrzny, wprowadzanie droższych, pozornie nowych asortymentów artykułów przemysłowych). Utrzymano zamrożone od 1970 ceny chleba i mleka oraz pełne pokrycie rosnącego na nie popytu, co prowadziło do patologii gospodarczych: ceny zboża i mleka w państwowym skupie wyższe od cen detalicznych pieczywa i mleka powodowały masowe skarmianie nimi trzody w gospodarstwach rolnych, związane z tym zawyżone statystyki spożycia (zjawisko to utrzymywało się także w latach 80.) i w konsekwencji zwiększony import zboża ze strefy dewizowej w celu pokrycia deficytu.

### Rolnictwo
Niepomyślnie kształtowała się także sytuacja rolnictwa. Jego produkcja globalna w latach 1976–1980, w porównaniu do poprzedniej pięciolatki, wzrosła tylko o 2,7%, co zdecydowanie odbiegało od planów. Wpłynął na to spadek produkcji roślinnej w latach 1977, 1979 i 1980 r. (łącznie w całym pięcioleciu o 1,3%). Załamanie było następstwem obniżenia się ogólnej powierzchni zasiewów, spadku plonów zbóż i buraków cukrowych w całym polskim rolnictwie oraz zmniejszenia areału gruntów gospodarstw chłopskich, przeciętnie osiągających lepsze wyniki w produkcji roślin okopowych niż sektor uspołeczniony.
Wzrost produkcji zwierzęcej o 7,8% w stosunku do poprzedniego pięciolecia uzyskano dzięki kontynuowaniu importu zboża i pasz, który pokrywał 1/3 ogólnego zużycia pasz treściwych. Przywóz zasilał głównie gospodarstwa uspołecznione, w tym liczne nowe fermy tuczu przemysłowego o wysokiej zbożochłonności. Umożliwił on poprawę wskaźników ekonomicznych hodowli uspołecznionej, chociaż pod względem obsady krów i koni lepiej prezentowały się gospodarstwa chłopskie.
Ujemna w przedziale pięciu lat dynamika produkcji roślinnej spowodowała dalsze zmiany w strukturze globalnej wytwórczości rolnej. Udział produkcji roślinnej obniżył się z 55% w 1975 r. do 51% w 1980 r. Taka struktura, uniemożliwiająca pokrycie zapotrzebowania na zboża i pasze na cele hodowlane, a tym samym zmuszająca do zwiększania ich importu, powiększała zadłużenie Polski w krajach kapitalistycznych.
Utrzymująca się presja na zwiększenie roli gospodarstw uspołecznionych była zasadniczą przesłanką realizacji  kapitałochłonnego wariantu wzrostu produkcji rolniczej. Tymczasem od 1979 r. nakłady inwestycyjne w rolnictwie spadały, uniemożliwiając jego intensyfikację.

### Przemysł
Pod koniec lat siedemdziesiątych wzrosła materiałochłonność i energochłonność wytwórczości przemysłowej. Przyrost produkcji elektrycznej o 26% okazał się w latach 1976–1980 za niski. Już w 1975 roku zaczęto limitować dostawy energii elektrycznej do przemysłu. Pod koniec lat siedemdziesiątych produkcja przemysłowa wzrosła ogółem o 25%, jednak przyrost wartości środków trwałych w przemyśle wyniósł w tym samym okresie 51% co oznaczało, że produktywność majątku trwałego stale się pogarszała. Wynikające stąd wyłączenia prądu powodowały ogromne straty. Zaczęły narastać trudności surowcowe i materiałowe, związane z malejącą rytmicznością dostaw importowych, na których była oparta duża część produkcji rozwijanej w I połowie lat 70. Na eksport zaczęto przeznaczać wszystkie towary, które miały szansę na zbyt – bez względu na rzeczywiste koszty dla gospodarki – m.in. sprzedawano po zaniżonej cenie węgiel kamienny, a w celu dalszego zwiększenia eksportu, stan rezerw tego paliwa obniżono decyzją władz centralnych do tego stopnia, że zakłady pracowały na dobowych zapasach. Skończyło się to katastrofą na początku stycznia 1979 roku, gdy opady śniegu całkowicie sparaliżowały życie oraz pracę transportu i przemysłu (zima stulecia).

### Inwestycje
Znaczne ograniczenie nakładów inwestycyjnych (planowano zatrzymanie 2500 inwestycji) spowodowało iż w latach 1976–1980 spadek nakładów na środki trwałe wynosił średniorocznie 9,2%, a w sferze produkcji materialnej aż 16,2%. W efekcie wartość nieprzekazanych do użytku inwestycji w 1980 r. szacowano na około 70 proc. ich wartości kosztorysowej, a niedokończone inwestycje kosztowały bilion złotych. Powszechnym widokiem polskiego krajobrazu stały się zwaliska niszczejących materiałów i unieruchomionego sprzętu (m.in. pozostałości po budowie autostrady „Olimpijki”). Nie przerwano natomiast prac przy wielkich inwestycjach PRL: Huta Katowice, Elektrownia Bełchatów, Lubelskie Zagłębie Węglowe. Przy ogólnym spadku inwestycji znacznie zwiększono nakłady na budownictwo mieszkaniowe – w latach 1976–1980 oddano 82,9 mln m² powierzchni użytkowej wobec 63,6 mln m² w latach 1971–1975 (po 1979 jednak i w tym sektorze nastąpiło załamanie produkcji).

### Program zbrojeniowy
Zdaniem Piotra Jaroszewicza jedną z głównych przyczyn kryzysu gospodarczego drugiej połowy lat 70. był skokowy wzrost polskich wydatków zbrojeniowych w stosunku do poziomu z lat 1971–1975. Nakłady inwestycyjne na obronność w dziale przemysłu wzrosły 3-krotnie, a również część cywilnych zakupów nowych licencji ze strefy dewizowej wynikała z zamówień sektora zbrojeniowego. Zakupiono m.in. wozy BWP-1, czołgi T-72 wraz z licencją (1977) na produkcję seryjną, rozpoczęto produkcję seryjną jedynego na świecie samolotu rolniczego z napędem odrzutowym PZL M-15 (możliwe zastosowanie jako nosiciel broni chemicznej), uruchomiono programy Iryda i Sokół, zakupiono samoloty Su-17 (dostawa 20 szt. w 1976), MiG-21UM (dostawa 34 szt. w latach 1980–1981) oraz MiG-23 (dostawa 42 szt. w latach 1979–1982), rozpoczęły się dostawy śmigłowców Mi-24 (4 szt. w 1978 i 4 w 1981), zakupiono nowe zestawy rakiet przeciwlotniczych: Krug M (od 1976), Kub M (od 1975), 9K33 Osa (od 1980) oraz rakiety przeciwpancerne 9K111 Fagot (od 1975).

## Ocena
Zastosowanie „manewru gospodarczego” nie przyniosło spodziewanego efektu ze względu na panującą sytuację międzynarodową (kryzys naftowy, pogorszenie stosunków Wschód–Zachód) oraz słabość polskiej gospodarki wyrażającej się w wadach systemowych (niewydolność centralnego kierowania, niska efektywność gospodarowania, chybione inwestycje i powszechne marnotrawstwo). Kumulacja negatywnych efektów polityki gospodarczej wprowadzonej w latach 70. doprowadziła do załamania płynności walutowej (wartość kosztów obsługi długu zagranicznego za 1980 była większa od całego eksportu dewizowego), dużego spadku produkcji przemysłowej i rolnej oraz gwałtownego pogorszenia zaopatrzenia ludności w 1980.
|                                                                                               | 1976  | 1977  | 1978  | 1979  | 1980  |
| --------------------------------------------------------------------------------------------- | ----- | ----- | ----- | ----- | ----- |
| Dynamika PKB [%]                                                                              | +2,49 | +1,86 | +3,63 | -1,85 | -2,52 |
| Inflacja średnia [%]                                                                          | +4,4  | +4,9  | +8,1  | +7,0  | +9,4  |
| Zadłużenie zagraniczne – II obszar płatniczy [mld USD]                                        | 12,1  | 15,4  | 18,5  | 21,9  | 25,0  |
| Poziom obciążenia wpływów z eksportu dewizowego kosztami obsługi zadłużenia zagranicznego [%] | 41    | 55    | 76    | 94    | 101   |

„Groningen Growth and Development Centre”, GUS